# Anadia, Bồ Đào Nha
Anadia là một huyện thuộc tỉnh Aveiro, Bồ Đào Nha. Huyện này có diện tích 217 km², dân số thời điểm năm 2001 là 31545 người.